# 怪人ペラ
怪人ペラ（かいじんペラ / Pérák）またはバネ男（ペラーク）は、第二次世界大戦中、ナチスドイツ占領下のチェコスロバキアの都市プラハで出現した都市伝説である。戦後数十年間は、チェコの英雄として描かれていたこともある。

## 歴史
歴史家のカラム・マクドナルドとジャン・カプランの著作『プラハ　ハーケンクロイツの影：ドイツ占領の歴史 1939-1945』では、怪人ペラは薄暗い路地から飛び出してきて通行人を驚かせたと書かれている。口承におけるその跳躍は、イギリスのバネ足ジャックと同様に、列車の車両を飛び越えるなど並外れた大きさであったという。
また、この噂に関連して、指につけたカミソリで被害者を切りつけるという「カミソリ男」という噂もあった。

研究者のマイク・ダッシュは、戦時中のプラハの取り締まりについて著名なジョージ・ゼナーティーの言葉を引用して、次のように述べている。
…1940年から1942年にかけて、プラハのどの警察管区も、「バネ男」のことを我々に日報で知らせてはくれなかった。そのような噂が広がらなかったということではなく、確実な証拠がない限り報告書に記載することは不可能だったのでしょう。
1946年にチェコのアニメ監督イジー・トルンカによって表現された『バネ男とSS』では、圧政に抵抗する、足にバネをはめ込んだ平凡な男として描かれた。第二次世界大戦後を舞台にした作品『バネ男の更なる冒険』では共産主義の敵との戦いを主題とし、2002-2006年のアドルフ・ラフマンの未完のコミックスなど、1989年以降、彼をモチーフにしたいくつかの映画や演劇作品、コミックスが発表されている。2015年には、ペラを名乗るある社会活動家が、レティ強制収容所跡でゲリラ・メディア・キャンペーンを展開した。
2017年にチェコの民族学者ペトル・ヤネチェクによって出版された本”Mýtus o pérákovi. Městská legenda mezi folklorem a populární kulturou”では、ペラ事件についての幅広い調査が行われ、19世紀初頭のイギリスにおけるバネ足ジャックからチェコの民話に移り変わり、第二次世界大戦を経て、推理小説やコミック化などのフィクション作品を通じて大衆文化へと至る変遷の歴史が明らかにされている。